# Karate op de Middellandse Zeespelen 2009
Karate is een van de sporten die beoefend werden tijdens de Middellandse Zeespelen 2009 in Pescara, Italië. Er waren tien onderdelen: vijf voor mannen, vijf voor vrouwen.

## Uitslagen

#### Mannen
| Event   | Goud                      | Zilver             | Brons                                       |
| ------- | ------------------------- | ------------------ | ------------------------------------------- |
| 60 kg   | Michele Giuliani          | Amin Ramadan       | Edin Muslic Danil Dondjoni                  |
| 67 kg   | Simitrios Triantafyllis   | Mostafa El Sembwiy | Valentin Popa Karem Othman                  |
| 75 kg   | Kenji Grillon             | Luigi Busà         | Sayed Abdelnabi Serkan Yagci                |
| 84 kg   | Konstantinos Papadopoulos | Salvatore Loria    | Hany Keshta Jean Taumotekava                |
| + 84 kg | Javier Francisco Martinez | Almir Cecunjanin   | Spyridon Margaritopoulos Stefano Maniscalco |

#### Vrouwen
| Event   | Goud              | Zilver              | Brons                                |
| ------- | ----------------- | ------------------- | ------------------------------------ |
| 50 kg   | Gulderen Celik    | Sara Cardin         | Betty Aquilina Biljana Stojovic      |
| 55 kg   | Dhouha Ben Othman | Jelena Kovacevic    | Ilhem El Djou Selene Guglielmi       |
| 61 kg   | Lolita Dona       | Laura Pasqua        | Carmen Vicente Vildan Dogan          |
| 68 kg   | Petra Volf        | Vasiliki Panetsidou | Arnela Odzakovic Irene Colomar Costa |
| + 68 kg | Shymaa Alsayed    | Merima Softic       | Cristina Feo Gomez Yildiz Aras       |

## Medaillespiegel
| Plaats | Land                  | Goud | Zilver | Brons | Totaal |
| 1      | Griekenland           | 2    | 1      | 1     | 4      |
| 2      | Frankrijk             | 2    | 0      | 2     | 4      |
| 3      | Italië                | 1    | 4      | 2     | 7      |
| 4      | Egypte                | 1    | 2      | 2     | 5      |
| 5      | Kroatië               | 1    | 1      | 1     | 3      |
| 6      | Spanje                | 1    | 0      | 3     | 4      |
| 6      | Turkije               | 1    | 0      | 3     | 4      |
| 8      | Tunesië               | 1    | 0      | 0     | 1      |
| 9      | Bosnië en Herzegovina | 0    | 1      | 2     | 3      |
| 10     | Montenegro            | 0    | 1      | 0     | 1      |
| 11     | Servië                | 0    | 0      | 2     | 2      |
| 12     | Algerije              | 0    | 0      | 1     | 1      |
| 12     | Syrië                 | 0    | 0      | 1     | 1      |
| Totaal | Totaal                | 10   | 10     | 20    | 40     |

1993 · 1997 · 2001 · 2005 · 2009 · 2013 · 2018 · 2022
Atletiek · Basketbal · Bocce · Boksen · Gewichtheffen · Golf · Gymnastiek · Handbal · Judo · Kanovaren · Karate · Paardensport · Roeien · Schermen · Schietsport · Tafeltennis · Tennis · Voetbal · Volleybal · Waterpolo · Waterskiën · Wielersport · Worstelen · Zeilen · Zwemmen